# 12の協奏曲 作品7 (ヴィヴァルディ)

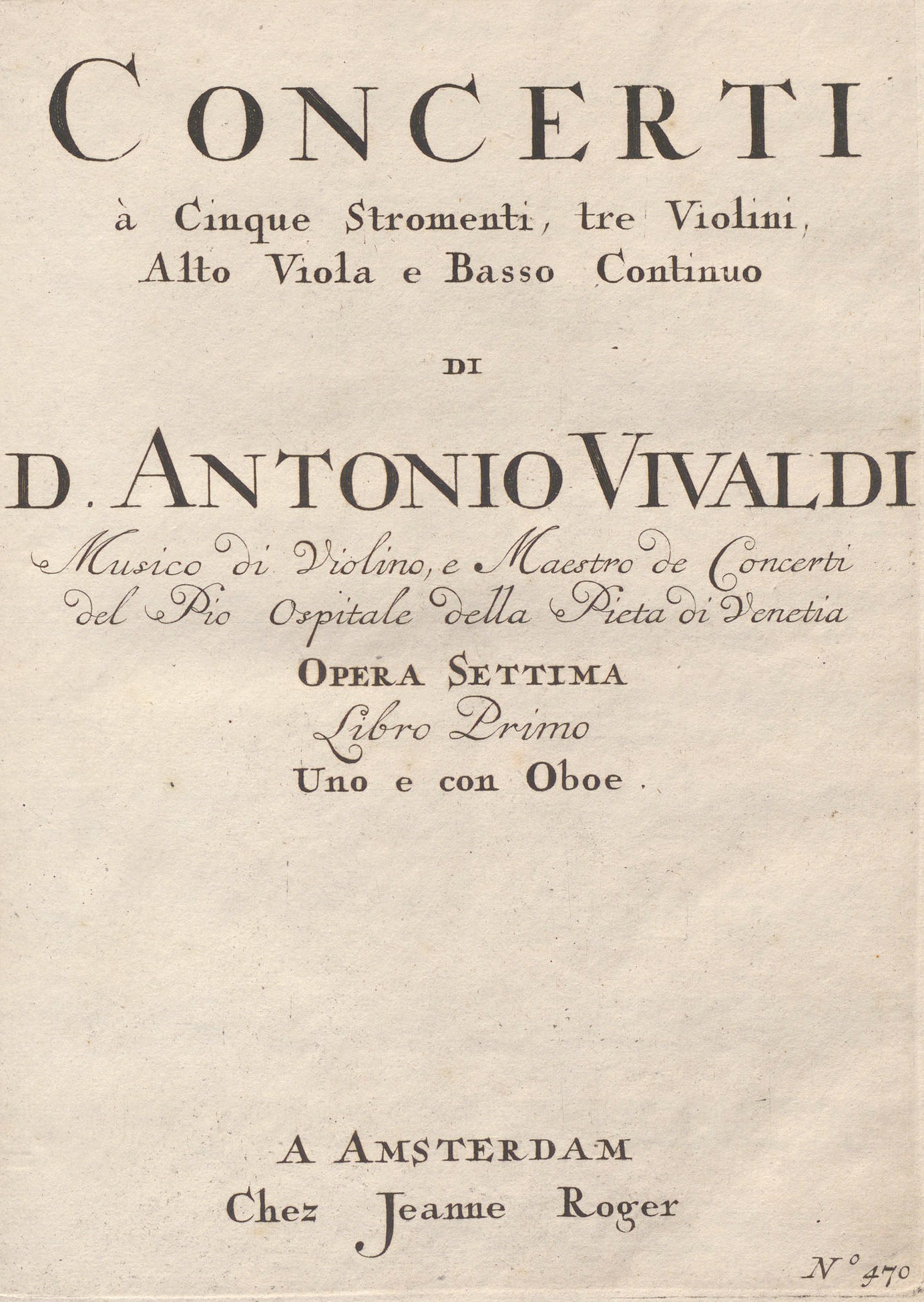
作品7の初版の表紙

12の協奏曲 作品7(12 concerti, op.7） はアントニオ・ヴィヴァルディが作曲した7番目の出版曲集。1719-20年頃、オランダ、アムステルダムの出版社、エティエンヌ・ロジェから出版された。全12曲のうち、ヴィヴァルディ作曲ではない作品が半数ほど含まれると考えられている。

## 来歴
作品7は、6曲ずつの2巻構成で1720年頃にロジェ社から出版されている。出版責任者は『6つのヴァイオリン協奏曲 作品6』に続いてエティエンヌの娘ジャンヌで、ロジェ社から出版された最後のヴィヴァルディの作品集となった。
初版の表紙には「5つの楽器のための協奏曲、3つのヴァイオリン、アルト・ヴィオラ、通奏低音のための。ヴェネツィア、ピエタ慈善院のヴァイオリン音楽家、マエストロ・デ・コンチェルティ、ドン・アントニオ・ヴィヴァルディ、第1巻（第2巻）1曲はオーボエのための…」と記されており、作品6と同様にヘッセン・ダルムシュタットの宮廷楽長の地位への言及がない。作品6にあった曲数の表示がない代わりに、新たな使用楽器であるオーボエへの追記が刻印され、作品6同様に出版へのヴィヴァルディの関与が希薄であることを示唆している。
ジャンヌ・ロジェが曲集にオーボエ協奏曲を組み込んだのは、この楽器の北ヨーロッパでの人気の高まりを受けてのものと考えられ、ロジェ社は1715年に初めてのオーボエ協奏曲集である、トマゾ・アルビノーニの『5声の協奏曲 作品7』を出版し、1717年にはサンマルティーニ、マルチェッロ、ヴァレンティーニのオーボエ曲を収録したアンソロジー的な曲集を出版していた。ヴィヴァルディの作品7と、作品8『和声と創意の試み』の第2巻、作品11『6つの協奏曲』にオーボエ協奏曲が組み込まれているのもその需要に応えるためのものと考えられる。
作品7は大きな成功を収めたとは言えないが、1730年頃にロンドンのジョン・ウオルシュが発行した「セレクト・ハーモニー」と名付けられたアンソロジー曲集に多数収録され、ロジェの事業を引き継いだミシェル＝シャルル・ル・セーヌの発行した1725年以降のカタログにも収録されおり、一定の評価を得てヨーロッパに普及していたとみられている。

## 偽作
作品7の中にヴィヴァルディのものとしては変則的な曲が、幾つか含まれていることは認識されていた。特に第7番は長調で始まって短調で終わるというヴィヴァルディ作品としても、当時の作曲習慣からも例外的な構成で作られていたが、マルク・パンシェルルは「（作曲を急いだため）第1楽章のことを忘れて第2楽章以降を作曲したのであろう」といささか無理のある推論を立て、曲の真贋の問題には踏み込まなかったため、ほかの研究者もパンシェルルに倣っていた。
その後1974年のパンシェルルの死後20年近くが過ぎた1990年代前半に、マイケル・トールボットがこの問題に先鞭をつけた。トールボットは「ヴィヴァルディの研究者はこの問題に正面から取り組んでいないが」と前置きした上で、作品7の中のいくつかの曲に、ドメニコ・ガロやガスパーロ・ヴィスコンティの特徴があり、出版社のロジェ社が保有する楽譜が組み込まれている可能性を指摘し、特に2つのオーボエ曲は、曲としての魅力を十分に備えていると認めつつも、イタリアではなく北ヨーロッパの作風が顕著であることを示した。
トールボットの提言によってこの問題に対する研究が進み、第1番と第7番のオーボエ協奏曲と、第9番の曲はヴィヴァルディ作品ではないと認定され、Anh番号が付された。また第8番はヴィスコンティ作曲のヴァイオリン協奏曲と同一の第2楽章を持つため、ヴィスコンティの作品である可能性が高いとみられている。マンチェスター中央図書館に筆写譜がある第4番は、ヴィヴァルディとしては作曲書法に稚拙さがあるが、偽作と断定されるまでには至っていない。

## 作品内容
全12曲のうち、各巻の冒頭となる第1番と第7番はソロのオーボエ協奏曲、他はすべてソロのヴァイオリン協奏曲となる、全て3楽章構成で、ヴィヴァルディの得意としたリトルネッロ形式で作曲されている。J・S・バッハは第8番をチェンバロ協奏曲（という名称の独奏曲、BWV 973)、第11番の異稿「ムガール大帝」(Grosso Mogul, RV 208)をオルガン協奏曲(BWV 594)に編曲している。

## 曲目
- 第１番 オーボエ協奏曲 変ロ長調 RV 465 (Anh. 143)

Allegro
Adagio
Allegro
- 第2番 ヴァイオリン協奏曲 ハ長調 RV 188

Allegro
Largo
Allegro
- 第3番 ヴァイオリン協奏曲 ト短調 RV 326

Allegro
Grave
Presto
- 第4番 ヴァイオリン協奏曲 イ短調 RV 354

Allegro
Adagio
Allegro
- 第5番 ヴァイオリン協奏曲 ヘ長調 RV 285a

Allegro
Grave - Adagio (Grave)
Allegro
- 第6番 ヴァイオリン協奏曲 変ロ長調 RV 374

Allegro
Largo
Allegro
- 第7番 オーボエ協奏曲 変ロ長調 RV 464 (Anh. 142)

Allegro
Largo
Allegro
- 第8番 ヴァイオリン協奏曲 ト長調 RV 299

Allegro assai
Largo, cantabile
Allegro
- 第9番 ヴァイオリン協奏曲 変ロ長調 RV 285a (Anh. 153)

Allegro
Grave
Alla breve
- 第10番 ヴァイオリン協奏曲 ヘ長調 RV 294a「Il Ritiro」

Allegro
Adagio
Allegro
- 第11番 ヴァイオリン協奏曲 ニ長調 RV 208a

Allegro
Grave
Allegro
- 第12番 ヴァイオリン協奏曲 ニ長調 RV 214

Alegro
Grave assai
Allegro